# Sphaeronectes fragilis
Sphaeronectes fragilis är en nässeldjursart som beskrevs av Carré 1968. Sphaeronectes fragilis ingår i släktet Sphaeronectes och familjen Sphaeronectidae. Inga underarter finns listade i Catalogue of Life.